# Hawaiioscia rotundata
Hawaiioscia rotundata är en kräftdjursart som beskrevs av Stefano Taiti och Howarth 1997. Hawaiioscia rotundata ingår i släktet Hawaiioscia och familjen Philosciidae. Inga underarter finns listade i Catalogue of Life.